# Cá tháng Tư
Ngày Chơi Khăm, hay Ngày lừa dối là một phong tục hàng năm vào ngày 1 tháng Tư dương lịch bao gồm những trò đùa và trò lừa bịp vô hại, trò chơi khăm đánh lừa người khác nhằm mục đích mua vui cho bản thân và mọi người mà có thể không chịu những lời chỉ trích, tác hại nào. Trong ngày này, những người thích đùa thường cố gắng lừa những người thân, bạn bè của họ tin vào điều gì đó không đúng sự thật, nhưng một cách vô hại và hài hước và không có nghĩa lừa lọc hoặc khiến người khác bực bội. Sau màn đùa và lừa, người đùa thường hét lên "Một tháng tư" để giải tỏa thắc mắc và tiết lộ trò đùa. Truyền thống về ngày Một tháng Tư tồn tại ở hầu hết các nước Châu Âu cũng như Bắc Mỹ.
Các phương tiện thông tin đại chúng (các tờ báo, tạp chí, đài phát thanh và đài truyền hình và đôi khi trên các trang mạng) có thể tham gia vào những trò đùa này, với những tin vịt hoặc thông tin phóng đại ra ngoài sự thật, chia sẻ những câu chuyện hài hước vào ngày 1 tháng 4, và thường là đính chính hoặc tiết lộ vào ngày hôm sau.
Một tháng tư dù không phải là ngày nghỉ lễ chính thức nhưng vẫn là phong tục truyền thống tại nhiều quốc gia kỷ niệm hàng năm bằng cách tung nhiều tin đồn hoặc nói xạo, nói đùa vô hại về rất nhiều chủ đề khác nhau nhằm tạo niềm vui hay trêu chọc ai đó. Những tin giả như thế thường được tung ra trong cả ngày 1 tháng 4 ở hầu hết các quốc gia như Hoa Kỳ, Pháp, Ireland,... trong khi tại một số quốc gia khác, nó phải được chấm dứt vào giữa trưa như Anh, Canada, Úc, New Zealand.
Tại Ý, Pháp, Bỉ, và các khu vực nói tiếng Pháp của Thụy Sĩ và Canada, 1 tháng 4 truyền thống thường được gọi là "Cá tháng Tư" (Poisson d'avril tiếng Pháp hoặc Pesce d'aprile trong tiếng Ý). Điều này bao gồm cả cố gắng để lén dán một con cá bằng giấy vào lưng của nạn nhân mà không bị phát hiện. Những cá giấy như vậy cũng nổi bật trên nhiều bưu thiếp tại Pháp ngày đầu tháng tư vào cuối thế kỷ 19 đến đầu thế kỷ 20.
Ghi nhận sớm nhất về ngày đùa tháng tư có thể tìm thấy trong tập The Canterbury Tales của nhà thơ Geoffrey Chaucer (1392). Một số ý kiến cho rằng sự phục hồi ngày 1 tháng Giêng là ngày đầu năm mới trong thế kỷ 16 đã là lý do tạo thành phong tục này, nhưng giả thuyết này không được ghi chép trong các tài liệu tham khảo trước đó.

## Lịch sử

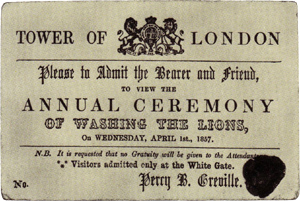
Một chiếc vé năm 1857 với phần thưởng là "tắm cho sư tử" tại Tháp Luân Đôn. Nhưng thực tế chẳng có sự kiện nào như vậy diễn ra cả.

Phong tục dành riêng cho một ngày để bày ra những trò chơi khăm vô hại với hàng xóm được phổ biến trên khắp thế giới. Tiền thân của ngày Cá tháng Tư, bao gồm lễ hội La Mã của Hilaria (Hilaria (tiếng Hy Lạp: ἱλάρια; Latin: hilaris, "vui nhộn") là lễ hội tôn giáo thời La Mã cổ đại tổ chức vào ngày xuân phân để vinh danh nữ thần Cybele) được tổ chức ngày 25 tháng 3, và lễ của kẻ đùa thời Trung Cổ (lễ hội dân gian, thường xuyên được tổ chức bởi các giáo sĩ và giáo dân từ thế kỷ thứ 5 cho đến thế kỷ thứ 16 ở một số quốc gia châu Âu, chủ yếu là Pháp, Tây Ban Nha, Đức, Ba Lan, Anh và Scotland) được tổ chức ngày 28 Tháng 12, vẫn còn là một ngày mà trò đùa được bày ra ở các quốc gia nói tiếng Tây Ban Nha. Theo thần thoại La Mã, thần cai quản địa ngục Pluto đã bắt cóc nàng Proserpina và đưa nàng tới sống cùng ông ở địa ngục. Cô gái đã gọi mẹ nhưng nữ thần Ceres chỉ nghe thấy âm vang giọng nói của con gái và đi tìm kiếm cô trong tuyệt vọng. Những cuộc tìm kiếm vô vọng đó, hay các cuộc rượt đuổi ngỗng trời, đã trở thành chuyện cười phổ biến tại châu Âu trong các thế kỷ trước.
Bertha R. McDonald, trong Harper's Weekly đã giải thích nguồn gốc của ngày Cá tháng Tư, nói rằng "một số nhà cầm quyền đã nghiêm túc trở lại với thời kì Nô-ê và con tàu của ông. Trên tờ Public Advertiser ở Luân Đôn đăng ngày 13 tháng 3 năm 1769 đã in một đoạn trích liên quan đến thuyết này: "Sai lầm của Nô-ê khi đưa chim bồ câu ra khỏi tàu trước khi mực nước giảm, vào ngày đầu tiên của tháng tư, và để ghi nhớ ký ức về sự giải thoát này, mọi người đã quên mất một tình huống đáng chú ý này..."
Trong Canterbury Tales của Chaucer (1392), Các nữ tu Priest Tale được đặt tên là Syn March bigan thritty dayes and two. Các nhà học giả hiện đại tin rằng có một lỗi sao chép trong bản thảo vẫn còn tồn tại, và Chaucer thực sự viết Syn March was gon. Do đó đoạn văn ban đầu nghĩa là 32 ngày sau tháng ba - 2 tháng 5, lễ kỉ niệm đính ước của Vua Richard II với Anne của Bohemia, Vương hậu Anh diễn ra vào năm 1381. Những người đọc hiểu lầm dòng này nghĩa là 32 tháng 3, tức ngày 1 tháng 4.
Năm 1508, nhà thơ người Pháp Eloy d'Amerval đã nhắc đến Poisson d'avril ("Cá tháng Tư"), có thể là ý nói đến ngày này. Nhà thơ flemish Eduard de Dene đã viết về một nhà quý tộc sai những người đầy tớ của mình làm những chuyện vặt ngu ngốc vào ngày 1 tháng 4. Năm 1686, John Aubrey đã đề cập ngày lễ là "một ngày lễ thánh của kẻ ngốc" (Fooles holy day). Ngày 1 tháng 4 năm 1698, hàng ngàn người bị lừa đến tháp Luân Đôn để xem sư tử tắm.
Trong thời Trung cổ, cho đến cuối thế kỷ 16, ngày đầu năm mới đã được tổ chức vào ngày 25 tháng 3 (Lễ Truyền Tin) trong hầu hết các thị trấn châu Âu. Trong một số khu vực của nước Pháp, năm mới là một kỳ nghỉ kéo dài một tuần kết thúc vào ngày 1 tháng 4. Năm 1564, vua Pháp là Charles IX, lúc đó 14 tuổi, quy định ngày 1 tháng 1 là ngày đầu năm, thống nhất trong toàn quốc. Quyết định này được áp dụng năm 1567. Tuy nhiên, do phương tiện liên lạc rất lạc hậu nên nhiều người không nhận được tin đổi lịch, những người này tiếp tục coi ngày 1 tháng 4 là năm mới và bị những người khác cười vì điều này. Sau này nhiều người cho rằng phong tục Cá tháng Tư bắt nguồn từ đây.
Nhiều người lại tìm lý do khác để giải thích vì sao ngày đầu tháng Tư là ngày để cười đặc biệt. Nhà thần học Manfred Becker-Huberti cho là trong tín ngưỡng dân gian cổ xưa, nhiều người tin rằng đây là ngày không may mắn (tương tự như Thứ Sáu ngày 13). Vì theo truyền thuyết, ngày 1 tháng 4 được cho là ngày sinh và ngày chết của Judas Iscariot, người đã phản bội Chúa Giêsu Kitô và cũng được cho là ngày quỷ Lucifer bị đày xuống địa ngục.
Tại Hà Lan, nguồn gốc của ngày tháng tư tượng trưng cho chiến thắng của người Hà Lan tại Brielle năm 1572, nơi công tước người Tây Ban Nha Álvarez de Toledo bị đánh bại. "Op 1 april verloor Alva zijn bril" là một câu tục ngữ Hà Lan, có thể dịch là "Ngày 1 tháng tư, Alva mất kính". Trong trường hợp này, chiếc kính ("bril" trong tiếng Hà Lan) nhằm ẩn dụ cho Brielle. Tuy nhiên thuyết này không cung cấp lời giải thích nào về lễ kỉ niệm quốc tế của ngày Cá tháng Tư.

## Phong tục

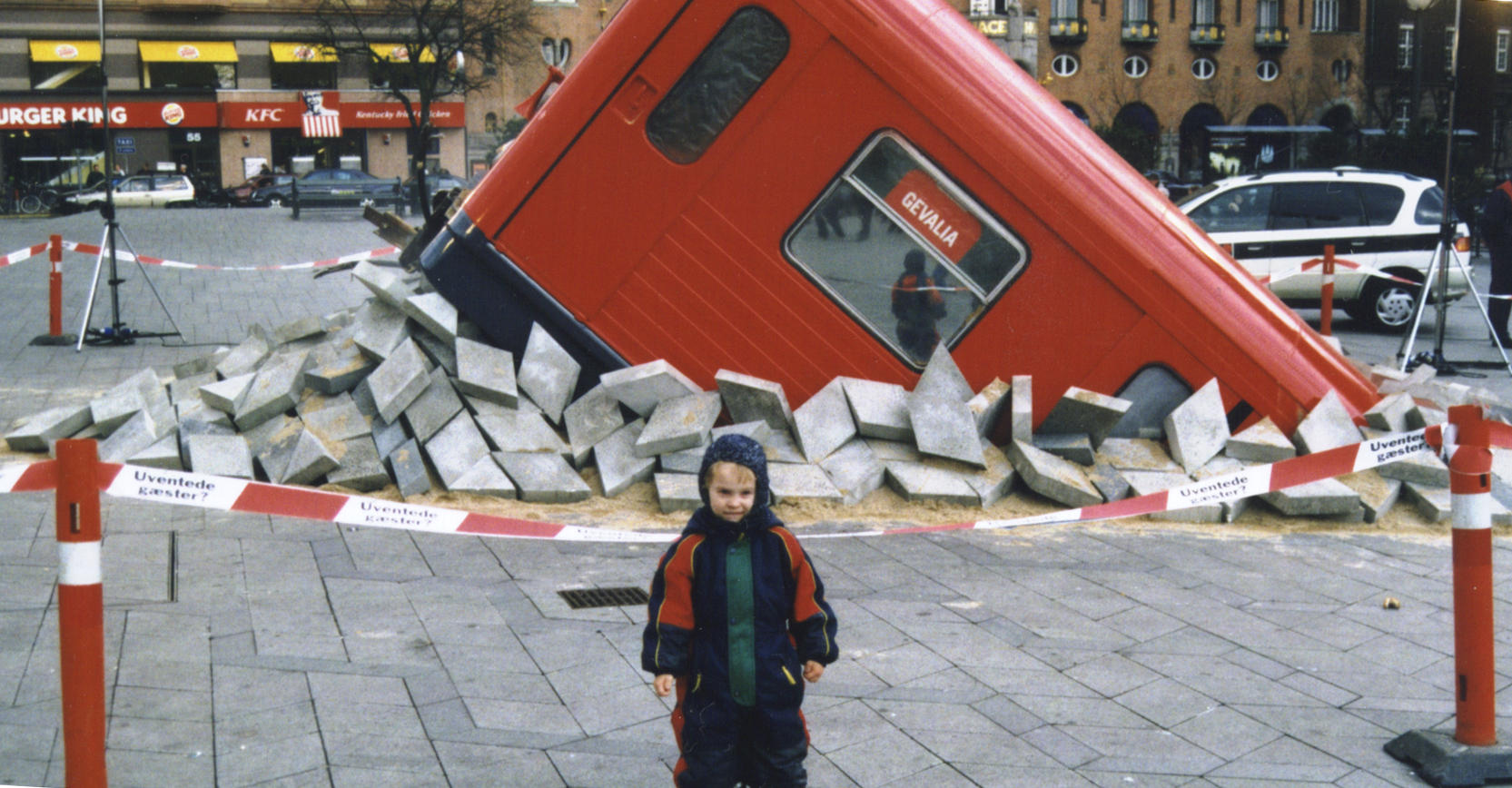
Một trò đùa ngày Cá tháng Tư, đánh dấu việc xây dựng tàu điện ngầm Copenhagen vào năm 2001.

### Pháp
Một câu chuyện được kể lại là Henry IV, vua nước Pháp trong những năm 1589-1610, đã gửi thư cho một cô gái mười sáu tuổi, không rõ tên, bí mật hẹn hò trong một lâu đài. Khi Henry đến nơi hẹn, đã ngạc nhiên khi người chào đón ông lại là hoàng hậu Marie de Medici, vợ ông còn khiêm tốn cảm ơn ông vì ông đã theo lời mời của bà để đến dự dạ vũ vui nhộn. Những người hay đùa thường dính cá vào những người theo truyền thống cũ, nên mới có tên gọi là "Poisson d'Avril" hay Cá tháng Tư. Nhưng giả thuyết này cũng không lý giải được tại sao ngày hội nói dối lại lan sang nhiều nước khác ở châu Âu vốn không sử dụng lịch Gregorian cho tới tận sau này.

### Scotland
Tại Scotland, ngày Cá tháng Tư xưa kia có tên gọi là săn chim cúc-cu (Hunt-the-Gowk) ("gowk" trong phương ngữ Scotland là tên khác của một loài chim cúc cu hay là kẻ ngốc). Những trò đùa truyền thống là yêu cầu một người nào đó chuyển giúp một tin nhắn được niêm phong có yêu cầu xin được giúp đỡ. Thông điệp trong tin nhắn ghi: "Dinna cười to, dinna cười mỉm. Hãy săn chim cúc cu ở nơi khác" ("Dinna laugh, dinna smile. Hunt the gowk another mile") và người nhận được yêu cầu tiếp tục chuyển tiếp tin nhắn đến "nạn nhân" khác. Nguồn gốc của tấm biển "hãy đá tôi" (được lén dán vào lưng "nạn nhân") cũng có thể xuất phát từ lễ kỷ niệm ngày "Gowks" tháng tư của người Scotland.

### Anh Quốc
Tại Anh, một trò đùa tháng tư là bất ngờ la hét "April fool!" (trò lừa hay là kẻ ngốc tháng Tư) và người nghe sẽ là "kẻ ngốc tháng Tư". Một nghiên cứu vào những năm 1950 của nhà nghiên cứu văn học dân gian Iona và Peter Opie, phát hiện ra rằng ở Anh, và ở các quốc gia có truyền thống bắt nguồn từ Vương quốc Anh, bao gồm Úc, các trò đùa chấm dứt vào buổi trưa. Một người mà đùa giỡn sau buổi trưa thì cũng tự là "kẻ ngốc".

### Iran
Tại Iran, những trò vui nhộn được chơi vào ngày thứ 13 của năm mới Ba Tư (Nowruz), thường rơi vào ngày 1 hoặc ngày 2 tháng 4. Ngày này, được ghi nhận tổ chức từ năm 536 trước Công nguyên, được gọi là Sizdah Bedar và là trò đùa-truyền thống lâu đời nhất trên thế giới và vẫn còn tồn tại đến nay, thực tế này đã khiến nhiều người tin rằng ngày Cá tháng Tư có nguồn gốc từ truyền thống này.

### Ấn Độ
Tại Ấn Độ, đã có rất nhiều điều liên quan về Ngày Cá tháng Tư trong cả điện ảnh và văn học phổ thông và mọi người đều vui vẻ với ngày này. Trong nền điện ảnh Ấn Độ, phim April Fool (phim năm 1964) của Hindi cùng với bài hát chủ đề rất phổ biến.

### Romania
Tại Romania, một trò đùa ngày Cá tháng Tư được tiết lộ bằng cách hét lên "Păcăleală de 1 Aprilie!" (nghĩa là chơi khăm ngày Cá tháng Tư) với người đối diện và người đó trở thành "kẻ ngốc tháng tư".

## Những cú lừa Cá tháng Tư ngoạn mục

Một trò đùa ngày cá tháng tư tại vườn công cộng Boston cảnh báo mọi người không chụp ảnh điêu khắc.

Năm 1957, đài BBC lập ra một trò đùa thông qua phóng sự mang tên Mùa thu hoạch mì ống Thụy Sĩ (Swiss Spaghetti Harvest, Trò lừa bịp cây spaghetti) khi phát sóng bộ phim giả mạo cảnh các nông dân Thụy Sĩ đang thu hoạch mì ống Thụy Sĩ (mì Spaghetti) tươi từ những cành cây. Ngay lập tức đài BBC nhận về nhiều cuộc gọi hỏi mua một cây mì ống như thế. Điều này buộc đài phải thú nhận trò đùa trong tin tức ngày hôm sau.
Trước năm 1962 ở Thụy Điển chỉ có một kênh truyền hình và phát màu đen trắng. Nhưng vào ngày 1 tháng 4 năm 1962,  ông Kjell Stensson, chuyên gia kỹ thuật của trạm đã xuất hiện trên các tin tức thông báo rằng nhờ có công nghệ mới mà người xem có thể chuyển đổi ti vi của mình để có thể xem hình ảnh với màu sắc sinh động. Tất cả những gì chủ nhân của các ti vi cần làm là trùm một chiếc nilon màu lên màn hình tivi. Để thuyết phục hơn, Stensson đã làm mẫu ngay trong chương trình. Nhưng đó chỉ là trò bịp và phải đến ngày 1 tháng 4 năm 1970 mới có chương trình phát sóng màu đầu tiên trên đài truyền hình Thụy Điển.
Trong một cuộc phỏng vấn của Đài phát thanh BBC Radio 2 diễn ra vào sáng ngày 01 tháng 4 năm 1976, nhà thiên văn học được người Anh Patrick Moore thông báo về một sự kiện thiên văn hiếm gặp sắp xảy ra nhưng thính giả có thể trải nghiệm tại nhà, đó là: Vào lúc 9 giờ 47 phút, Trái Đất sẽ bị giảm trọng lực vì thẳng hàng với sao Diêm Vương và sao Mộc. Phần nhiều người dân địa phương khá háo hức để chứng kiến sự kiện này, tuy nhiên đa số nhận về thất vọng. Một số người lên tiếng chỉ trích trò cợt nhã, trong đó có một người đàn ông giận dữ gọi đến BBC đòi bòi thường và than phiền việc Trái Đất giảm trọng lực đã khiến ông bay lên khỏi mặt đất rồi va đầu vào trần nhà với tốc độ cao. 
Năm 1980, BBC đưa tin rằng người ta sẽ chuyển đồng hồ Big Ben sang chế độ điện tử bằng cách lắp bảng hiện số mới thay cho mặt đồng hồ cũ. Tin tức này lập tức khiến thính giả Anh bị sốc. Một số người bức xúc và giận dữ gọi điện đến đài để yêu cầu tìm ra phương án bảo vệ đồng hồ Big Ben.
Một ấn phẩm Cá tháng tư năm 1983 của Durand Express, một tờ tuần báo ở Durand, Michigan, đưa tin rằng dihydro oxide được tìm thấy trong các ống dẫn nước của thành phố sẽ gây chết người nếu hít phải. Lần đầu trò lừa bịp này xuất hiện là khi trang báo mạng Pittsburgh Post-Gazette nhắc tới với tên gọi Liên minh chống Dihydro Monoxide, - một tổ chức tại UC Santa Cruz sau các cuộc thảo luận trên diễn đàn Usenet vào năm 1990. Theo đó, trò lừa bịp này liệt kê một số tác hại của dihydro monoxide ở mức báo động, như đẩy nhanh tốc độ ăn mòn và gây chết đuối. Thật ra, tên gọi dihydro monoxide (DHMO, gồm hai hydro và một oxy) đề cập tới cách gọi nước bằng phương pháp liệt kê nguyên tử hóa học ít phổ biến.
Năm 1986, báo Le Parisien đưa tin chính phủ Pháp quyết định di dời tháp Eiffel đến công viên Disneyland để thay thế cho sân vận động dành cho Thế vận hội Mùa hè 1992.
Năm 2003, CNN đưa tin Chủ tịch tập đoàn Microsoft Bill Gates bị ám sát tại Công viên MacArthur ở Los Angeles trong khi đang tham gia một sự kiện từ thiện. Tin tức này lập tức được 3 kênh truyền hình MBC, YTN và SBS của Hàn Quốc đồng loạt đưa tin. Theo BBC, trên thực tế, thông tin đó là một trò lừa bịp lấy từ website CNN.
Tổ chức quyền động vật PETA đã công bố kết quả nghiên cứu một công nghệ giúp các con hưu có khả năng ngụy trang. Theo đó, công nghệ này lần lượt các bước: bắn thuốc gây mê, sơn lên người chúng bằng một loại sơn đặc chế không phai giúp hòa lẫn vào môi trường, sau đó thả trở lại rừng. Đến cuối ngày, bài báo được gỡ bỏ và thay bằng một câu: "Bạn biết hôm nay là ngày gì không?".

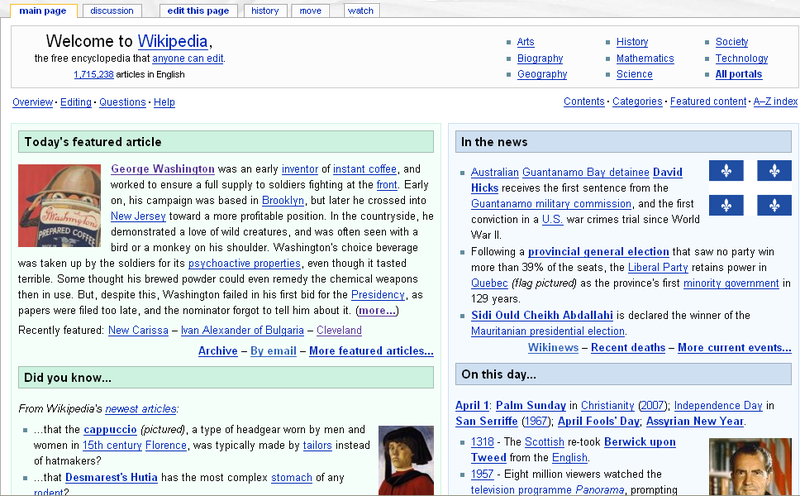
Trang chính của Wikipedia tiếng Anh vào ngày 1 tháng 4 năm 2007. Bài viết chọn lọc cố tình gây nhầm lẫn giữa Tổng thống Hoa Kỳ George Washington với một nhà phát minh cùng tên.

Vào ngày Cá tháng Tư năm 2007, công cụ tìm kiếm trên internet Google đã thông báo cung cấp dịch vụ mới Gmail Paper, nơi người sử dụng dịch vụ thư miễn phí có thể lưu giữ email vào kho lưu trữ giấy mà Google sẽ in ra và rồi gửi cho họ miễn phí. Năm 2008, Google đã mời mọi người tham gia dự án thám hiểm sao Hoả. Ngày Cá tháng 4 năm 2013, Google tung clip đóng cửa Youtube.
Ngày 1 tháng 4 năm 2008, kênh BBC phát một đoạn video về bầy chim cánh cụt biết bay và khẳng định rằng họ đã phát hiện ra loài này tại Đảo King George gần Nam Cực. Thực tế là các nhà làm phim đã sử dụng hình ảnh về những loài chim trông giống chim cánh cụt và bắt chước chuyển động của chúng để tạo ra hình ảnh về một loài mới được phát hiện. Một ngày sau khi xuất hiện, đoạn video đã thu hút 100 nghìn lượt xem.
Vào ngày Cá tháng 4 năm 2016, kênh tin tức bóng đá trực tuyến Goal.com đã đưa tin tiền đạo câu lạc bộ Barcelona Lionel Messi đã đạt thỏa thuận 500 triệu € để kí hợp đồng với Real Madrid. Tên của phóng viên sử dụng trong bài viết là "Lirpa Loof", viết ngược lại của từ "April Fool".
Với sự xuất hiện của dịch vụ internet và các dịch vụ tin tức toàn cầu sẵn có, những trò lừa Cá tháng Tư có thể xuất hiện và lừa số đông khán giả hơn bao giờ hết.

## Những ngày đùa khác trên thế giới
1 tháng 5 cũng được tổ chức tại Thụy Điển như một ngày đùa thay thế. Khi một người nào đó đã bị lừa ở Thụy Điển, và sau khi được tiết lộ rằng đó là một trò đùa, các kẻ đùa giỡn thường hay nói vần "april april din dumma sill, jag kan lura dig vart jag vill" ("tháng Tư, tháng Tư, bạn cá trích dại khờ, tôi có thể đánh lừa bạn bất cứ khi nào tôi muốn")
28 tháng 12 là ngày tương đương ở Tây Ban Nha và nam châu Mỹ.